# Nyasha Mushekwi
Nyasha Liberty Mushekwi (Harare, 21 gennaio 1990) è un calciatore zimbabwese, attaccante del Dalian Kuncheng.

## Carriera

### Club
Dopo essersi messo in luce in Zimbabwe ed aver vinto la classifica cannonieri del locale campionato, nel 2010 si è aggregato ai sudafricani del Mamelodi Sundowns. Nella stagione del debutto con la nuova maglia, ha realizzato 14 reti. Il 4 marzo 2012 ha segnato 6 gol in una partita valida per la Nedbank Cup (Powerlines-Mamelodi poi terminata 0-24).
Ha giocato la stagione 2013-2014 in Belgio in prestito all'Ostenda, mentre nel 2015 si è trasferito in Svezia al Djurgården con un prestito valido fino al successivo mese di agosto. A fronte delle 12 reti in 21 presenze, il club scandinavo ha provato senza successo a trovare un accordo di prolungamento del prestito, con il giocatore che è così rientrato in Sudafrica.
Dopo la parentesi in Svezia, Mushekwi dal 2016 fa parte della rosa del Dalian Aerbin, formazione militante in China League One e guidata dallo svedese Mikael Stahre.
Nel 2017 la squadra ottiene la promozione nella massima serie grazie anche alle 16 reti in 29 partite di Mushekwi.
Il 15 luglio 2019 passa allo Zhejiang Greentown, tornando dunque a militare nella seconda divisione cinese.

### Nazionale
Dal 2009 fa parte della Nazionale zimbabwese, con cui ha segnato 4 reti nelle 10 partite finora disputate. Nel 2012 è stato coinvolto nello scandalo Asiagate insieme a molti altri giocatori sospettati di aver truccato partite della Nazionale zimbabwese durante un tour in Asia, ma grazie alle sue dichiarazioni volontarie ha evitato una squalifica a vita da parte della locale federazione.

## Statistiche

### Presenze e reti nei club
Statistiche aggiornate al 7 giugno 2019.
| Stagione                  | Squadra                   | Campionato                | Campionato | Campionato | Coppe nazionali | Coppe nazionali | Coppe nazionali | Coppe continentali | Coppe continentali | Coppe continentali | Altre coppe | Altre coppe | Altre coppe | Totale | Totale |
| Stagione                  | Squadra                   | Comp                      | Pres       | Reti       | Comp            | Pres            | Reti            | Comp               | Pres               | Reti               | Comp        | Pres        | Reti        | Pres   | Reti   |
| ------------------------- | ------------------------- | ------------------------- | ---------- | ---------- | --------------- | --------------- | --------------- | ------------------ | ------------------ | ------------------ | ----------- | ----------- | ----------- | ------ | ------ |
| 2007                      | CAPS United               | PL                        | 16         | 2          | -               | -               | -               | -                  | -                  | -                  | -           | -           | -           | 16     | 2      |
| 2008                      | CAPS United               | PL                        | 18         | 7          | -               | -               | -               | -                  | -                  | -                  | -           | -           | -           | 18     | 7      |
| 2009                      | CAPS United               | PL                        | 21         | 8          | -               | -               | -               | CCC                | 0                  | 0                  | -           | -           | -           | 21     | 8      |
| gen.-giu. 2010            | CAPS United               | PL                        | 13         | 5          | -               | -               | -               | CCC                | 0                  | 0                  | -           | -           | -           | 13     | 5      |
| Totale CAPS United        | Totale CAPS United        | Totale CAPS United        | 68         | 22         |                 | -               | -               |                    | 0                  | 0                  |             | -           | -           | 68     | 22     |
| 2010-2011                 | Mamelodi Sundowns         | PL                        | 27         | 14         | CS+CdL          | 0+2             | 0+1             | -                  | -                  | -                  | MTN8        | 1           | 0           | 30     | 15     |
| 2011-2012                 | Mamelodi Sundowns         | PL                        | 28         | 9          | CS+CdL          | 0+1             | 0+0             | -                  | -                  | -                  | MTN8        | 3           | 0           | 32     | 9      |
| 2012-2013                 | Mamelodi Sundowns         | PL                        | 24         | 5          | CS+CdL          | 0+4             | 0+0             | -                  | -                  | -                  | MTN8        | 2           | 1           | 30     | 6      |
| 2013-2014                 | Oostende                  | D1                        | 20         | 2          | CB              | 5               | 1               | -                  | -                  | -                  | -           | -           | -           | 25     | 3      |
| 2014-mar. 2015            | Mamelodi Sundowns         | PL                        | 0          | 0          | CS+CdL          | 0+0             | 0+0             | CCL                | 0                  | 0                  | MTN8        | 0           | 0           | 0      | 0      |
| mar.-ago. 2015            | Djurgården                | A                         | 21         | 12         | CS              | 0               | 0               | -                  | -                  | -                  | -           | -           | -           | 21     | 12     |
| ago.-dic. 2015            | Mamelodi Sundowns         | PL                        | 0          | 0          | CS+CdL          | 0+0             | 0+0             | -                  | -                  | -                  | -           | -           | -           | 0      | 0      |
| Totale Mamelodi Sundowns  | Totale Mamelodi Sundowns  | Totale Mamelodi Sundowns  | 79         | 28         |                 | 7               | 1               |                    | 0                  | 0                  |             | 6           | 1           | 92     | 30     |
| 2016                      | Dalian Yifang             | CL1                       | 30         | 20         | CC              | 0               | 0               | -                  | -                  | -                  | -           | -           | -           | 30     | 20     |
| 2017                      | Dalian Yifang             | CL1                       | 29         | 16         | CC              | 0               | 0               | -                  | -                  | -                  | -           | -           | -           | 29     | 16     |
| 2018                      | Dalian Yifang             | CSL                       | 20         | 15         | CC              | 0               | 0               | -                  | -                  | -                  | -           | -           | -           | 20     | 15     |
| mar.-lug. 2019            | Dalian Yifang             | CSL                       | 11         | 3          | CC              | 1               | 0               | -                  | -                  | -                  | -           | -           | -           | 12     | 3      |
| Totale Dalian Yifang      | Totale Dalian Yifang      | Totale Dalian Yifang      | 90         | 54         |                 | 1               | 0               |                    | -                  | -                  |             | -           | -           | 90     | 53     |
| lug.-nov. 2019            | Zhejiang Greentown        | CL1                       | 13         | 7          | CC              | 0               | 0               | -                  | -                  | -                  | -           | -           | -           | 13     | 7      |
| 2020                      | Zhejiang Greentown        | CL1                       | 13+2       | 6+1        | CC              | 0               | 0               | -                  | -                  | -                  | -           | -           | -           | 15     | 7      |
| 2021                      | Zhejiang Greentown        | CL1                       | 32+2       | 23         | CC              | 0               | 0               | -                  | -                  | -                  | -           | -           | -           | 34     | 23     |
| 2022                      | Zhejiang Greentown        | CSL                       | 31         | 18         | CC              | 2               | 0               | -                  | -                  | -                  | -           | -           | -           | 33     | 18     |
| 2023                      | Zhejiang Greentown        | CSL                       | 26         | 16         | CC              | 0               | 0               | ACL                | 3                  | 0                  | -           | -           | -           | 29     | 16     |
| Totale Zhejiang Greentown | Totale Zhejiang Greentown | Totale Zhejiang Greentown | 119        | 71         |                 | 2               | 0               |                    | 3                  | 0                  |             | -           | -           | 124    | 71     |
| Totale carriera           | Totale carriera           | Totale carriera           | 397        | 189        |                 | 15              | 2               |                    | 3                  | 0                  |             | 6           | 1           | 421    | 192    |

## Palmarès

### Club

#### Competizioni nazionali
- League One: 2

Dalian Yifang: 2017
Yunnan Yukun: 2024